# Sounds That Can't Be Made

Sounds That Can't Be Made es el décimo séptimo álbum de estudio de Marillion, publicado el 17 de septiembre de 2012. Además de la edición estándar también está la Deluxe Campaign Edition que contiene un DVD con un documental de largometraje llamado Making sounds.

## Activismo político
La primera canción de 17 minutos, Gaza, es quizás la canción de Marillion más abiertamente política desde 1989. Sus letras adoptan la perspectiva de un niño que crecía en la Franja de Gaza ocupada por Israel. El cantante Steve Hogarth explicó: «Esta es una canción para la gente –especialmente los niños– de Gaza. Fue escrito después de muchas conversaciones con los palestinos que viven en los campamentos de refugiados de Gaza y Cisjordania. También hablé con israelíes, ONG, trabajadores, con un diplomático no oficial que trabaja en Jerusalén, y consideré sus puntos de vista mientras escribía la letra. No es mi/nuestra intención desprestigiar la fe judía o su gente –sabemos que muchos judíos son profundamente críticos con la situación actual– ni tampoco mostrar simpatía por los actos de violencia, sea cual sea su origen, sino simplemente reflexionar a dónde conduce inevitablemente la deseperación. Muchos niños de Gaza son ahora los nietos de los palestinos nacidos en los campamentos de refugiados –llamados refugios temporales–  durante más de 50 años. Gaza es hoy, efectivamente, una ciudad encarcelada sin juicio». A pesar de que Steve Hogarth no quiso que fuera una canción antiisraelí, finalmente no pudo evitar algunas críticas.
Al igual que David Gilmour, Roger Waters, Chris Martin y otros, Marillion apoyó la "Fundación Esperanza", una ONG que apoya a los niños y adolescentes palestinos en los campamentos de refugiado, y alienta a sus seguidores/fanes para que hagan lo mismo.

## Actividad promocional
Como con varios discos anteriores, Marillion utilizó la preventa para Sounds That Can't Be Made para financiar el álbum.
A cambio, los compradores de la preorden recibieron la Deluxe Campaign Edition en box set. La banda había utilizado anteriormente el mismo método exitosamente con los álbumes Anoraknophobia (2001), Marbles (2004) y Happiness Is the Road (2008).
Antes del lanzamiento de Sounds That Can't Be Made, dos canciones promocionales fueron lanzadas en YouTube: «Power», el 17 de julio de 2012; y «Gaza» el 4 de septiembre de 2012.

## Portada
La portada ha sido diseñada por Simon Ward. Las ilustraciones para el folleto ha sido diseñado por cinco distintos artistas, fotógrafos y diseñadores: Antonio Seijas, Simon Ward, Andy Wright, Marc Bessant y Carl Glover.
Los datos binarios que se muestran en la cubierta y la imagen en el cuadro de la Deluxe Campaign Edition se toma del mensaje de Arecibo.

## Listado de canciones
Toda la música escrita por Marillion, letra de Steve Hogarth, excepto «Pour My Love» que fue escrita por Hogarth y John Helmer.
| N.º | Título                      | Letras          | Duración |  |
| 1.  | «Gaza»                      |                 | 17:31    |  |
| 2.  | «Sounds That Can't Be Made» |                 | 7:16     |  |
| 3.  | «Pour My Love»              | Hogarth, Helmer | 6:02     |  |
| 4.  | «Power»                     |                 | 6:07     |  |
| 5.  | «Montréal»                  |                 | 14:04    |  |
| 6.  | «Invisible Ink»             |                 | 5:47     |  |
| 7.  | «Lucky Man»                 |                 | 6:58     |  |
| 8.  | «The Sky Above the Rain»    |                 | 10:34    |  |

## Personal

### Miembros de la banda
- Steve Hogarth – voz, teclados
- Mark Kelly - teclados, coro
- Ian Mosley - batería, coro
- Steve Rothery - guitarras, coro
- Pete Trewavas - bajo, coros, guitarras